# Mompha impunctella
Mompha impunctella é uma espécie de mariposa do gênero Mompha pertencente à família Coleophoridae.